# Яан Ельвест
Яан Ельвест (ест. Jaan Ehlvest; нар. 14 жовтня 1962, Таллінн) — естонський шахіст і шаховий тренер (FIDE Senior Trainer від 2014), представник Сполучених Штатів від 2006, гросмейстер від 1987 року.

## Шахова кар'єра
Першим міжнародним досягненням Ельвеста було здобуття 1981 року срібної медалі на чемпіонаті світу серед юніорів до 20-ти років у Мехіко. Два роки по тому переміг на чемпіонаті Європи серед юніорів, який відбувся в Гронінгені, у тій самій віковій категорії. 1986 року здобув звання чемпіона Естонії, потім бронзову медаль на чемпіонаті СРСР 1987 року. Того самого року переміг на меморіалі Борислава Костіча у Вршаці, а також посів 2-ге місце на міжзональному турнірі в Загребі i, таким чином, потрапив до претендентських матчів. Досягнув значного успіху 1988 року в Бельфорі на турнірі з циклу кубок світу, посівши 3-тє місце (після Гаррі Каспарова і Анатолія Карпова). Того самого року зустрівся в Сент-Джоні в 1-му колі претендентських матчів з Артуром Юсуповим, але матч програв і вибув з подальшої боротьби. Через рік був ще один успіх, 1-ше місце попереду Василя Іванчука і Анатолія Карпова на турнірі Реджо-Емілія. У 1994 році переміг (разом з Лембітом Оллем) на турнірі за швейцарською системою New York Open. Тричі брав участь у чемпіонаті світу ФІДЕ за нокаут-системою, найкращий результат показав 2001 року в Москві (пройшов тоді до 4-го раунду, в якому поступився Євгену Бареєву). 2003 року поділив 1-ше місце на турнірі World Open у Філадельфії. Крім того через рік видав свою першу книгу під назвою The Story of a Chess Player (Історія шахіста). 2008 року здобув у Бока-Ратон звання чемпіона Америки.
Від 1988 до 2004 року вісім разів виступив на шахових олімпіадах (в тому числі п'ять разів на першій шахівниці збірної Естонії). У своєму доробку має дві олімпійські медалі: золоту, яку здобува разом з командою СРСР 1988 року, а також бронзову в особистому заліку на 2-й шахівниці 1994 року. Також був чемпіоном світу в командному заліку 1989 року.
Найвищий рейтинг у кар'єрі мав станом на 1 жовтня 1996 року, досягнувши 2660 пунктів ділив тоді 15-те місце в світовій класифікації ФІДЕ.

## Родинне життя
Братом Яана Ельвеста був естонський письменник Юрій Ельвест (1967—2006).

## Відзнаки
- Орден Естонського Червоного Хреста IV класу — 2001[7]

## Зміни рейтингу
| На цьому місці має відображатися графік чи діаграма, однак з технічних причин його відображення наразі вимкнено. Будь ласка, не видаляйте код, який викликає це повідомлення. Розробники вже працюють для того, щоби відновити штатне функціонування цього графіка або діаграми. | |
| | На цьому місці має відображатися графік чи діаграма, однак з технічних причин його відображення наразі вимкнено. Будь ласка, не видаляйте код, який викликає це повідомлення. Розробники вже працюють для того, щоби відновити штатне функціонування цього графіка або діаграми. |